# Sam Ellis
Samuel Ellis, più conosciuto con il diminutivo Sam Ellis (Ashton-under-Lyne, 12 settembre 1946) è un allenatore di calcio ed ex calciatore inglese, di ruolo difensore.

## Biografia
Suo figlio Steven è un giocatore professionista di rugby.

## Caratteristiche tecniche
Era un difensore centrale.

## Carriera

### Giocatore
Esordisce tra i professionisti nella stagione 1965-1966 all'età di 19 anni con lo Sheffield Weds, club della prima divisione inglese, con cui gioca in massima serie per cinque stagioni consecutive, restando poi in squadra anche nella stagione 1970-1971 e nelle prime settimane della stagione 1971-1972, in seconda divisione. Con il club gioca (e perde) anche la finale della FA Cup 1965-1966, scendendo in campo nell'incontro vinto per 3-2 dall'Everton. Lascia il club dopo complessive 155 presenze ed una rete in partite di campionato (139 presenze in prima divisione, 26 presenze ed una rete in seconda divisione) per accasarsi al Mansfield Town, in terza divisione.
La sua permanenza agli Stags, che si protrae fino al termine della stagione 1972-1973 per un totale di 64 presenze e 7 reti in partite di campionato, non è però particolarmente fortunato: al termine della sua prima stagione in squadra il club retrocede infatti in quarta divisione, categoria in cui peraltro gioca anche dal 1973 al 1976 con il Lincoln City, fino alla vittoria della Fourth Division 1975-1976. Dopo un'ulteriore stagione agli Imps in terza divisione segue l'allenatore Graham Taylor al Watford, con la cui maglia tra il 1977 ed il 1979 ottiene una doppia promozione dalla quarta alla seconda divisione inglese, per poi ritirarsi nell'estate del 1979 dopo complessive 422 presenze e 45 reti nei campionati della Football League.

### Allenatore
Inizia ad allenare proprio al Watford, dove rimane fino al termine della stagione 1981-1982 come vice di Graham Taylor (con cui contando anche le parentesi da giocatore lavorava dal 1973). Passa quindi al Blackpool, club di quarta divisione: dopo un ventunesimo posto nella sua prima stagione, nelle stagioni 1983-1984 e 1984-1985 conquista rispettivamente un sesto ed un secondo posto in classifica, piazzamento quest'ultimo che vale la promozione in terza divisione, categoria in cui Ellis allena i Tangerines per un triennio conquistando nell'ordine un dodicesimo, un nono ed un decimo posto in classifica; viene poi esonerato nel marzo del 1989, con la squadra vicina alla zona retrocessione. In seguito, nella stagione 1989-1990 allena il Bury, con cui si piazza al quinto posto in classifica in terza divisione.
Dal 1990 al 1993 lavora come vice di Peter Reid al Manchester City; in seguito, nella stagione 1994-1995 diventa allenatore del Lincoln City, in quarta divisione: rimane comunque in carica per una sola stagione, tornando poi al Bury come vice di Stan Ternent, incarico che mantiene fino a quando quest'ultimo lascia il club nel 1998; segue poi Ternent anche nel suo successivo lavoro, restando per sei anni al Burnley con il ruolo di vice.
Tra il 2004 ed il 2010 lavora come vice di Kevin Blackwell sulle panchine di Leeds Utd, Luton Town e Sheffield Utd; in seguito, dopo alcuni anni di inattività, nella stagione 2018-2019 lavora come vice di Tony Pulis al Middlesbrough.

## Palmarès

### Giocatore

#### Competizioni nazionali
- Campionato inglese di quarta divisione: 2

Lincoln City: 1975-1976
Watford: 1977-1978